# لانتان هیدروکسید
لانتان هیدروکسید(به انگلیسی: Lanthanum hydroxide) یک ترکیب شیمیایی با فرمول La(OH)
۳ است.این ترکیب یک هیدروکسید از لانتان است که یک عنصر کمیاب زمین محسوب می‌شود.

## سنتز
لانتان هیدروکسید را می‌توان با افزودن یک قلیا مانند آمونیاک به محلول‌های آبی نمک‌های لانتان مانند یند موجب تولید رسوبی ژل مانند می‌شود که می‌تواند آن را در هوا خشک کرد.
La(NO
3)
3 + 3 NH
4OH  →  La(OH)
3 + 3 NH
4NO
3
روش دیگر، واکنش آب‌پوشی (افزودن آب) به لانتان اکسید است.
La
2O
3 + 3 H
2O  →  2 La(OH)
3